# Corades marginalis
Corades marginalis är en fjärilsart som beskrevs av Butler 1873. Corades marginalis ingår i släktet Corades och familjen praktfjärilar. Inga underarter finns listade i Catalogue of Life.